# Фергюсон, Кристофер Джон
Кристофер Джон «Крис» Фергюсон (англ. Christopher John «Chris» Ferguson; род. 1 сентября 1961, Филадельфия, Пенсильвания) — пилот морской авиации и американский астронавт, последний командир шаттла.

## Образование и научная карьера
Кристофер Фергюсон рос в большом городе — в Филадельфии. Здесь он окончил начальную школу, высшую школу (Archbishop Ryan High School) в 1979 году и учился в университете. Степень бакалавра в машиностроении (1984 год) Фергюсон получил в Университете Дрексел (Drexel University) в Филадельфии. В 1991 году он получил степень магистра в области авиационной техники (aeronautical engineering) в Университете военно-морских США (англ. Naval Postgraduate School) в Монтерейе (Калифорния).

## Военная карьера
Фергюсон стал офицером морской авиации, пройдя программу обучения в рамках подготовки офицеров резерва флота в Университете Пенсильвании. Пилотом морской авиации Фергюсон стал в Кингсвилле (Kingsville) (Техас) в 1986 году и был направлен в учебную эскадрилью в Виргиния-Бич (Virginia Beach) (Виргиния), где проходил лётную подготовку на самолёте F-14. Затем Фергюсон был назначен в эскадрилью ‘Red Rippers’, которая базируется в Вирджиния-Бич. Он служил на авианосце USS Forrestal в северной Атлантике, в Средиземном море и в Индийском океане. Затем он обучался в школе лётчиков-истребителей морской авиации (United States Navy Fighter Weapons School). В 1989 году Фергюсон был направлен в школу лётчиков-испытателей морской авиации (United States Naval Test Pilot School), где он обучался до 1992 года.
До 1994 года Фергюсон занимался испытаниями нескольких типов ракет «воздух-земля» для истребителя F-14D на военно-морской базе Naval Air Station Patuxent River в штате Мэриленд. Затем, в течение года, он служил инструктором в школе лётчиков-испытателей морской авиации. В 1995 году Фергюсон был назначен в эскадрилью «Fighting Checkmates» и начал службу на авианосце «Нимиц», который совершал поход из Сан-Диего через Тихий океан, через Индийский океан в Персидский залив. «Нимиц» участвовал в операции по контролю запрета полётов над Ираком. В мае 1996 года «Нимиц» вернулся в США. Затем короткое время Фергюсон служил офицером по снабжению Атлантического флота. Затем короткое время Фергюсон служил офицером по снабжению Атлантического флота на базе морской авиации в Норфолке (Виргиния).

## Карьера астронавта
В отряд астронавтов Фергюсон был принят со второй попытки в 1998 году. Первая попытка в 1996 году была неудачной. В отборе в семнадцатую группу астронавтов НАСА участвовали 2618 претендентов. После первого круга отбора остался 101 претендент. В группу были отобраны 32 астронавта, в том числе Кристофер Фергюсон. В августе 2000 года Фергюсон закончил двухгодичный курс и стал пилотом шаттла.
Кристофер Фергюсон был кэпкомом для полётов шаттлов Индевор «Индевор» STS-118, «Дискавери» STS-120, «Дискавери» STS-128 и «Атлантис» STS-129.
В феврале 2002 года Фергюсон был назначен пилотом шаттла Атлантис «Атлантис» STS-115. Полёт планировался на май 2003 года, но из-за катастрофы «Колумбии», полёты шаттлов были приостановлены на полтора года. Полёт «Атлантис» STS-115 состоялся в сентябре 2006 года, это был первый космический полёт Кристофера Фергюсона.
Второй полёт Фергюсон совершил в ноябре 2008 года в качестве командира миссии «Индевор» STS-126.
14 сентября 2010 года Кристофер Фергюсон назначен командиром последней миссии программы «Спейс шаттл». Последний полёт шаттла «Атлантис» STS-135 состоялся с 8 по 21 июля 2011 года.
В общей сложности, за три космических полёта Кристофер Фергюсон провёл в космосе 40 суток 10 часов 5 минут (970 часов 5 минут).
В декабре 2011 года Кристофер объявил о своём уходе из НАСА.

## После полетов
Работает в Боинге. В июле 2018 г. Боинг включил его в экипаж Boe-CFT, старт которого намечен в конце 2020 года.

## Семья
Кристофер Джон Фергюсон женат. Его жена Сандра Кэбот (Sandra A. Cabot). В их семье трое детей. Имеет шотландские и польские корни
Фергюсон увлекается гольфом и является ударником в рок-группе астронавтов Max-Q.